# سامية الخليلي
سامية فارس سالم الخليلي هي أديبة وإعلامية فلسطينية، ولدت لأب أردني وأم فلسطينية في مدينة القدس درست الصحافة والإعلام كما خاضت العديد من الدورات الإعلامية في أكثر من دولة عربية وغربية عملت في صحيفة الفجر المقدسية، كما اشتغلت سكرتيرة لتحرير مجلة الفجر الأدبي التي ترأسها زوجها الأديب الفلسطيني علي الخليلي، انتقلت الأديبة سامية فارس للعمل في هيئة الإذاعة والتلفزيون الفلسطينية كمعدة ومقدمة للبرامج السياسية والفكرية والثقافية وكاتبة للدراما الإذاعية. كما عملت كمدربة لفن الإلقاء والارتجال.
ساهمت سامية فارس في تأسيس نقابة الصحفيين الفلسطينيين ولإتحاد الأدباء الفلسطينيين الذي وانتخبت خلال دورتين عضو هيئة إدارية ثم عضو امانة عامة، أصدرت أربع مجموعات قصصية في أدب الطفل:
- حذاء عائشة.
- حكاية عمار.
- كف حمدان.
- فارس يكتب حكاية الصباح.
- ورواية القدس بعنوان حارة السعدية وقد صدر للسيدة سامية فارس ديوان شعر.

تتهيأ حاليا لإصدار كتاب سيرتها الذاتية كأول صحفية فلسطينية ميدانية عايشت الاحتلال وكتاب آخر يتناول أعمدتها الصحفية (كاريكلام) ولها مسودتان لمجموعات قصصية.
بالإضافة لنشاطاتها الثقافية والإعلامية.
سامية فارس صاحبة فكر قومي عربي وهي ناشطة ورائدة في مجال التواصل الاجتماعي من موقع مكتوب حتى تويتر والفيس بوك.
السيدة سامية فارس متزوجة من الأديب والصحفي علي الخليلي ولها ولدان سري وهيثم.